# كليفتون (إلينوي)
كليفتون (بالإنجليزية: Clifton)‏ هي قرية تقع في الولايات المتحدة في مقاطعة إيروكوي، إلينوي. يقدر عدد سكانها بـ 1,226 نسمة وترتفع عن سطح البحر 204 متر.

## التركيبة السكانية
حدّد مكتب تعداد الولايات المتحدة بيانات التركيبة السكانية لكليفتون في تعداد الولايات المتحدة. في ما يلي، التركيبة السكانية حسب تعدادي 2000 و2010.

### تعداد عام 2000
بلغ عدد سكان كليفتون 1,317 نسمة بحسب تعداد عام 2000، وبلغ عدد الأسر 519 أسرة وعدد العائلات 368 عائلة مقيمة في القرية. في حين سجلت الكثافة السكانية 546.5 نسمة لكل كيلومتر مربع (1,415.4/ميل2). وبلغ عدد الوحدات السكنية 542 وحدة بمتوسط كثافة قدره 224.9 لكل كيلومتر مربع (582.5/ميل2).
وتوزع التركيب العرقي للقرية بنسبة 99.16% من البيض و0.30% من الأمريكيين ذوي الأصول الآسيوية و0.08% من سكان جزر المحيط الهادئ و0.46% من عرقين مختلطين أو أكثر و0.53% من الهسبانيون أو اللاتينيون من أي عرق.
بلغ عدد الأسر 519 أسرة كانت نسبة 37% منها لديها أطفال تحت سن الثامنة عشر تعيش معهم، وبلغت نسبة الأزواج القاطنين مع بعضهم البعض 59.5% من أصل المجموع الكلي للأسر، ونسبة 9.4% من الأسر كان لديها معيلات من الإناث دون وجود شريك،  بينما كانت نسبة 1.9% من الأسر لديها معيلون من الذكور دون وجود شريكة وكانت نسبة 29.1% من غير العائلات. تألفت نسبة 26.2% من أصل جميع الأسر من عدة أفراد يعيشون في نفس المنزل ونسبة 14.6% كانت تتألف من شخص يعيش بمفرده يبلغ من العمر 65 عاماً أو أكثر. وبلغ متوسط حجم الأسرة المعيشية 2.54، أما متوسط حجم العائلات فبلغ 3.09.
بلغ العمر الوسطي للسكان 36.4 عاماً. وكانت نسبة 29% من القاطنين تحت سن الثامنة عشر، وكانت نسبة 6% بين الثامنة عشر والرابعة والعشرين عاماً، ونسبة 30.1% كانت واقعةً في الفئة العمرية ما بين الخامسة والعشرين والرابعة والأربعين عاماً، ونسبة 20% كانت ما بين الخامسة والأربعين والرابعة والستين، ونسبة 14.9% كانت ضمن فئة الخامسة والستين عاماً فما فوق. يوجد لكل 100 أنثى 90.3 ذكر، ويوجد لكل 100 أنثى في الثامنة عشر من عمرها فما فوق 84.8 ذكر.
بلغ متوسط دخل الأسرة في القرية 47,216 دولارًا، أما متوسط دخل العائلة فبلغ 55,347 دولارًا. وكان متوسط دخل الذكور 40,938 دولارًا مقابل 25,577 دولارًا للإناث. وسجل دخل الفرد الخاص بالقرية 20,618 دولارًا. وكانت نسبة 2.4% من العائلات ونسبة 4.5% من السكان تحت خط الفقر، وكان من هؤلاء نسبة 6.1% تحت سن الثامنة عشر ونسبة 9% في الخامسة والستين من العمر وما فوق.

### تعداد عام 2010
بلغ عدد سكان كليفتون 1,468 نسمة بحسب تعداد عام 2010، وبلغ عدد الأسر 539 أسرة وعدد العائلات 397 عائلة مقيمة في القرية. في حين سجلت الكثافة السكانية 609.1 نسمة لكل كيلومتر مربع (1,577.6/ميل2). وبلغ عدد الوحدات السكنية 569 وحدة بمتوسط كثافة قدره 236.1 لكل كيلومتر مربع (611.5/ميل2).
وتوزع التركيب العرقي للقرية بنسبة 97% من البيض و0.27% من الأمريكيين الأفارقة و0.41% من الأمريكيين ذوي الأصول الآسيوية و0.34% من الأعراق الأخرى و1.98% من عرقين مختلطين أو أكثر و1.09% من الهسبانيون أو اللاتينيون من أي عرق.
بلغ عدد الأسر 539 أسرة كانت نسبة 38.2% منها لديها أطفال تحت سن الثامنة عشر تعيش معهم، وبلغت نسبة الأزواج القاطنين مع بعضهم البعض 58.6% من أصل المجموع الكلي للأسر، ونسبة 10.4% من الأسر كان لديها معيلات من الإناث دون وجود شريك،  بينما كانت نسبة 4.6% من الأسر لديها معيلون من الذكور دون وجود شريكة وكانت نسبة 26.3% من غير العائلات. تألفت نسبة 22.6% من أصل جميع الأسر من عدة أفراد يعيشون في نفس المنزل ونسبة 8.5% كانت تتألف من شخص يعيش بمفرده يبلغ من العمر 65 عاماً أو أكثر. وبلغ متوسط حجم الأسرة المعيشية 2.72، أما متوسط حجم العائلات فبلغ 3.19.
بلغ العمر الوسطي للسكان 36.5 عاماً. وكانت نسبة 28.1% من القاطنين تحت سن الثامنة عشر، وكانت نسبة 8.7% بين الثامنة عشر والرابعة والعشرين عاماً، ونسبة 24.9% كانت واقعةً في الفئة العمرية ما بين الخامسة والعشرين والرابعة والأربعين عاماً، ونسبة 25.1% كانت ما بين الخامسة والأربعين والرابعة والستين، ونسبة 13.3% كانت ضمن فئة الخامسة والستين عاماً فما فوق. وتوزع التركيب الجنسي للسكان بنسبة 48.7% ذكور و51.3% إناث.